# 湖棲喉鰭鯰
湖棲喉鰭鯰，為輻鰭魚綱鯰形目項鰭鯰科的其中一種，為熱帶淡水魚類，分布於南美洲巴西Das Velhas河及Lagoa Santa湖流域，棲息在底層水域，生活習性不明。
其种加词“lacustris”意为“湖沼的”。